# Aston Flamville
Aston Flamville – wieś i civil parish w Anglii, w hrabstwie Leicestershire, w dystrykcie Blaby. Leży 17 km na południowy zachód od miasta Leicester i 140 km na północny zachód od Londynu.